# Anik Suzuki
Anik Suzuki (Porto Alegre) é uma jornalista brasileira, ex-Diretora de Comunicação Corporativa do Grupo RBS e atual diretora de uma das primeiras empresa dedicada à gestão de reputação e imagem de organizações no Brasil.
De ascendência nipônica, Anik é formada em jornalismo pela PUC-RS, MBA Empresarial pela Fundação Dom Cabral - FDC e pós-MBA pela escola de negócios Kellogg School of Management, nos Estados Unidos.
Iniciou a carreira como repórter, assessora de imprensa e editora de jornais, como Correio do Povo e O Sul,  e revistas, como Marie Claire￼￼. Em 2003 assumiu a coordenação de produção da editoria de Economia do Jornal Zero Hora do Grupo RBS.
Em 2012, Anik passou a ser vice-presidente de projetos especiais e comunicação da ADVB Rio Grande do Sul(2012/2013), foi conselheira da ONG Canta Brasil e de 2004 a 2008 colaborou com a Associação Nacional de Jornais. Também passou a ser conselheira da Fundação Maurício Sirotsky Sobrinho, instituição do Terceiro Setor mantida pelo Grupo RBS.
Em 2013, assumiu a Diretoria de Comunicação Corporativa do Grupo RBS, ficando sob sua responsabilidade as áreas de comunicação interna, eventos institucionais, mídias sociais, assessoria de imprensa, gestão de marca, imagem/reputação, publicidade institucional e gestão do Investimento Social Privado (ISP).
Após 12 anos, em junho de 2015, Anik Suzuki anunciou o seu desligamento do Grupo RBS para, no dia 17 de novembro de 2015, inaugurar a ANK – Gestão de Reputação, agência especializada em cultura de reputação, gestão de risco e crise e em projetos estratégicos de comunicação.